# Élection présidentielle indonésienne de 1999
L'élection présidentielle indonésienne de 1999 est la première élection démocratique ayant eu lieu en Indonésie. Elle s'est tenue le 20 octobre 1999 et marque l'élection d'Abdurrahman Wahid au poste de président d'Indonésie. 

## Contexte
L'élection fait suite à la chute de Soeharto en mai 1998. Plus précisément, elle intervient pour remplacer le gouvernement de transition de B. J. Habibie, affaibli par des scandales financiers et la gestion de la crise au Timor oriental. Le 14 novembre 1998, les forces de l'ordre et les étudiants s'affrontent violemment. Le 18 novembre 1999, le général Wiranto refuse le poste de vice-président, ce qui affaiblit encore davantage le pouvoir de Habibie. Il n'y a pas, dans cette nouvelle élection et pour la première fois, de candidat du parti des deux hommes, le Golkar.
Elle a lieu le 20 novembre 1999 et oppose Abdurrahman Wahid (PKB), figure de l'opposition à Soeharto, conseiller du général Sudirman et ami de Tan Malaka à Megawati Sukarnoputri (PDIP), également symbole de l'opposition et Soeharto et fille du premier président Soekarno qui a proclamé l'indépendance de l'Indonésie.

## Déroulement
L'élection a lieu au suffrage universel indirect via l'Assemblée délibérative du peuple. Megawati était arrivée en tête des élections indonésiennes de 1999 et aurait dû en tout logique être élue présidente. Mais elle est trahie par son ami d'enfance Wahid qui fait alliance avec les chefs musulmans alors opposés à l'idée d'une femme présidente et parvient à dégager une majorité. Il remporte l'élection par 373 voix sur 700 contre 313 pour son opposante.

## Résultats

### Présidence
| Candidats                | Candidats                | Partis                   | Voix | %     |
| ------------------------ | ------------------------ | ------------------------ | ---- | ----- |
|                          | Abdurrahman Wahid        | PKB                      | 373  | 54,37 |
|                          | Megawati Sukarnoputri    | PDIP                     | 313  | 45,63 |
|                          |                          |                          |      |       |
| Votes valides            | Votes valides            | Votes valides            | 686  | 99,28 |
| Votes blancs et nuls     | Votes blancs et nuls     | Votes blancs et nuls     | 5    | 0,72  |
| Total                    | Total                    | Total                    | 691  | 100   |
| Abstention               | Abstention               | Abstention               | 9    | 1,29  |
| Inscrits / participation | Inscrits / participation | Inscrits / participation | 700  | 98,71 |

### Vice-présidence
| Candidats                | Candidats                | Partis                   | Voix | %     |
| ------------------------ | ------------------------ | ------------------------ | ---- | ----- |
|                          | Megawati Sukarnoputri    | PDIP                     | 396  | 58,23 |
|                          | Hamzah Haz               | PPP                      | 284  | 41,77 |
|                          |                          |                          |      |       |
| Votes valides            | Votes valides            | Votes valides            | 680  | 99,27 |
| Votes blancs et nuls     | Votes blancs et nuls     | Votes blancs et nuls     | 5    | 0,73  |
| Total                    | Total                    | Total                    | 685  | 100   |
| Abstention               | Abstention               | Abstention               | 5    | 2,04  |
| Inscrits / participation | Inscrits / participation | Inscrits / participation | 700  | 97,86 |

## Suites
À la suite de cette élection inattendue, les supporters de Megawati protestent avec virulence et contraignent Wahid à prendre Megawati comme vice-présidente. Les dissensions sont fortes entre le président et la vice-présidente. Le 26 novembre 1999, Wahid présente un gouvernement d'« unité nationale » avec un civil au Ministère de la défense. Le général Wiranto reste au gouvernement mais perd le commandement des forces armées. Le 27 novembre 1999, l'enquête pour abus de pouvoir et mauvaise gestion des fonds publics contre Soeharto est rouverte alors que le précédent gouvernement l'avait refermée.
Le 23 juillet 2001, l'Assemblée délibérative du peuple destitue Wahid et le remplace par Megawati à sa place jusqu'à l'élection présidentielle de 2004.